# Пиерантони-Манчини, Грация
Грация Пиерантони-Манчини (итал. Grazia Pierantoni Mancini; 16 мая 1841, Неаполь — 12 мая 1915, Рим) — итальянская поэтесса и писательница.

## Биография
Грация Манчини родилась 16 мая 1841 года в городе Неаполе в семье итальянского юриста, публициста и государственного деятеля Паскуале Станислао Манчини и поэтессы Лауры Беатриче (урождённой Олива).
После восстания 1848—1849 годов в Неаполитанском королевстве семье Манчини пришлось переехать в город Турин.
В конце XIX — начале XX века на страницах «Энциклопедического словаря Брокгауза и Ефрона» говорилось, что «Из новелл ее выдаются «Dora», «Lidia» (1880), «Commedie d’infanzia» (1881). Лирические стихотворения ее («Poesie» и «Nuove poésie») вышли в свет в 1879 и в 1888 гг.»
Грация Пиерантони-Манчини умерла 12 мая 1915 года в городе Риме.